# Рой Рі
Рой Рі (англ. Roy Rea, 28 листопада 1934, Белфаст — 5 квітня 2005, Торонто) — північноірландський футболіст, що грав на позиції воротаря, зокрема за клуб «Гленавон».

## Клубна кар'єра
У дорослому футболі дебютував 1951 року виступами за команду «Банбридж Таун», в якій провів два сезони. 
Своєю грою за цю команду привернув увагу представників тренерського штабу клубу «Гленавон», до складу якого приєднався 1953 року. Відіграв за команду з Лургана наступні вісім сезонів своєї ігрової кар'єри. Більшість часу, проведеного у складі «Гленавона», був основним голкіпером команди.
Згодом з 1962 по 1963 рік грав за «Гленторан».
Завершував ігрову кар'єру в Канаді, де спочатку грав за «Торонто Італія», а протягом 1967—1970 років захищав ворота «Барнабі Вілла».
Помер 5 квітня 2005 року на 71-му році життя в Торонто.

## Виступи за збірну
Не провів жодної офіційної гри за національну збірну Північної Ірландії, утім був у її заявці на чемпіонаті світу 1958 року у Швеції, де був третім голкіпером після Гаррі Грегга і Нормана Апрічарда.